# Carlos Jiménez Lozano
Carlos Antón Jiménez Lozano (Puertollano, 2 de febrero de 1992) es un ciclista español. Debutó como profesional en 2015 con el equipo Caja Rural-Seguros RGA como stagiaire. Para la temporada 2016 fichó por el conjunto Radio Popular-Boavista.

## Palmarés
No ha conseguido victorias como profesional.

## Equipos

### Amateur
- Caja Rural-Seguros RGA amateur (2011-2013)
- Cafés Baqué (2014)
- Caja Rural-Seguros RGA amateur (2015)

### Profesionales
- Rádio Popular ONDA Boavista (2016)
- Equipo Bolivia (01.01.2017 - 30.05.2017)
- Burgos-BH (01.06.2017-31.12.2017)